# Sasanello gravinese
Il sasanello (loc. u sasanìdde/le sasanéddere) è un dolce specificatamente originario di Gravina in Puglia, a base di farina, zucchero, vincotto di fichi, buccia di arancia grattugiata, cannella, chiodi di garofano, cacao occasionalmente. In taluni casi è possibile trovarlo coperto da un leggero strato di mandorle o con uvetta sultanina all'interno.
I sasanelli sono dolci caserecci dal colore molto scuro che inizialmente venivano preparati per la commemorazione dei defunti. Con il passare del tempo sono diventati un dolce piuttosto comune e prelibato, tanto che tutte le famiglie di medio e basso ceto lo preparavano in occasione delle festa o per i matrimoni.

## Aspetto

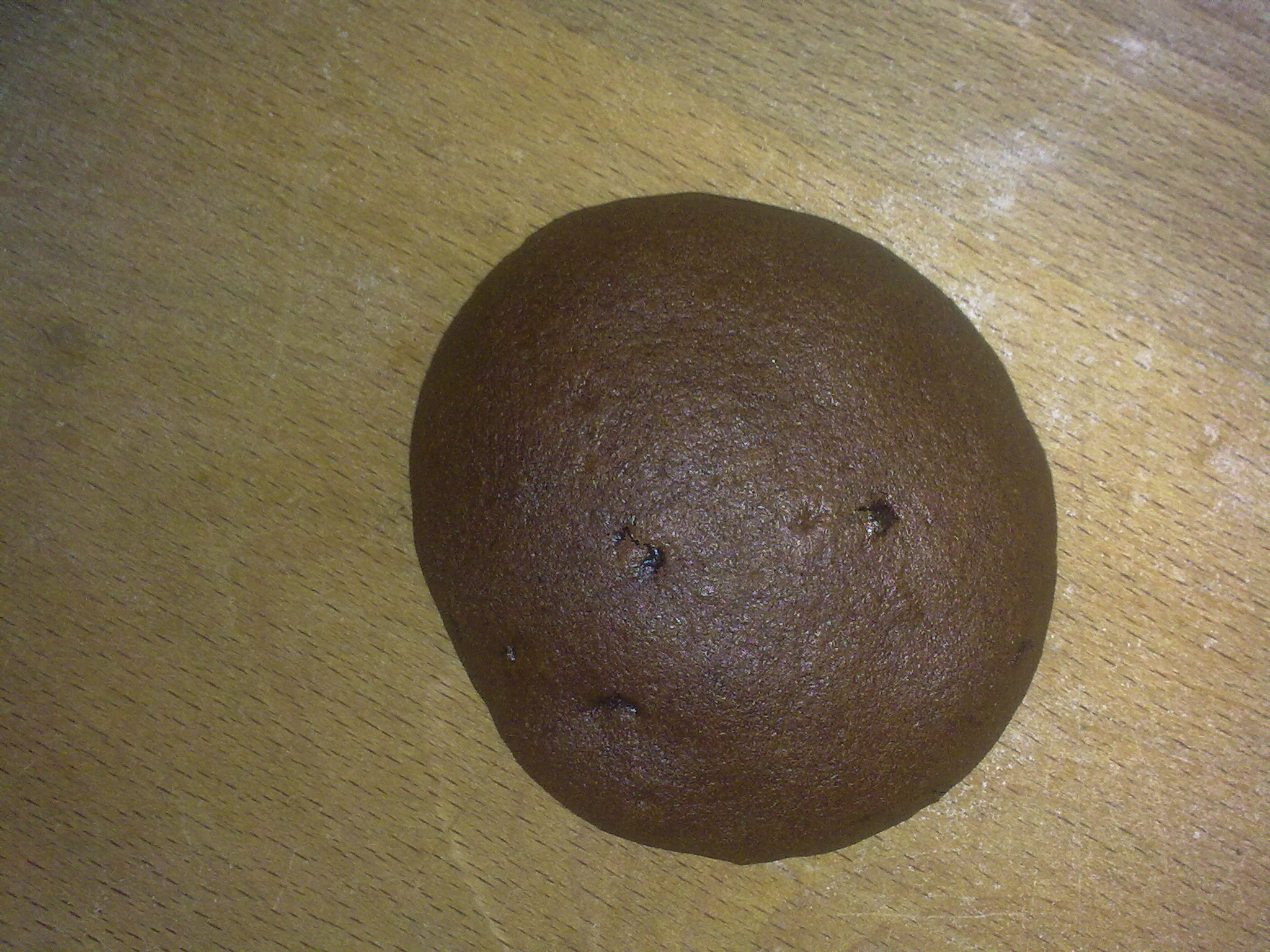
Dolce tipico gravinese: il sasanello

L'impasto dei sasanelli è costituito da vino cotto, ovvero sciroppo di fichi secchi. In passato il vincotto veniva preparato dal mosto d'uva appena vendemmiata, di seguito messo a decantare. Al giorno seguente viene presa la parte più limpida, messa dentro un pugno di cenere raccolta in un sacchettino di cotone a riposare per una notte. Al mattino il mosto viene posto in una pentola e portato ad ebollizione, continuando a farlo bollire a fuoco lento sino a raggiungere una densità vigorosa. La mutazione c'è stata con l'avvento del vincotto di fichi che meglio si sposava con la ricetta tradizionale. Pertanto, pur lasciando il nome vincotto, l'ingrediente per il preparato del sasanello resta il vincotto di fichi. Il biscotto-dessert tipico della tradizione pugliese appare di forma tondeggiante di colore scuro a consistenza piuttosto soffice.

## Storia
Ogni festa ha radicati nella società i suoi rituali dessert particolari. Dolce, ai nostri occhi rustico, ma tra i più raffinati e ricchi della cultura tradizionale, confonde le sue origini con quelli di altri elaborati dolci della pasticceria rituale.
Diverse regioni italiane, soprattutto al sud rivendicano la paternità in parallelo con il mustazzolo, biscotto simile, ma con diversi ingredienti e peculiarità. La produzione di biscotti simili resta concentrata nei territori delle regioni: Puglia, Sardegna, Calabria, Sicilia, Lazio e Campania con specificità regionali.
Nell'anno 2012 l'Associazione Culturale Murgiamadre che si occupa di valorizzazione delle produzioni tipiche del territorio dell'Alta Murgia è riuscita ad ottenere il PAT con la XII revisione dell'atlante dei prodotti tipici. Si ricordi che il sasanello viene prodotto esclusivamente entro i confini del territorio gravinese, cui ne viene rivendicata la paternità da generazioni.